# Gianfranco Sanguinetti
Gianfranco Sanguinetti (Pully, 16 luglio 1948) è uno scrittore, enologo e rivoluzionario italiano, membro dell'Internazionale Situazionista.

## Biografia
Gianfranco è figlio di Bruno Sanguinetti e Teresa Mattei, politici e antifascisti, la madre membro dell'Assemblea Costituente.
Espulso dalla Francia nel 1971 per attività sovversive, torna in Italia rimanendo al fianco di Guy Debord. 
Nel 1975, con lo pseudonimo Censor, scrive e pubblica Rapporto Veridico sulle ultime possibilità di salvare il capitalismo in Italia, pubblicato inizialmente in sole 520 copie non venali e subito ristampato da Mursia in alta tiratura, che descrive con cinismo le tensioni intorno al compromesso storico nella politica italiana tra DC e PCI e il potere delle lobby industriali sulle istituzioni. Il testo uscirà poi in Francia per merito di Debord.
Sostenitore della tesi che vedeva la classe dirigente italiana come la principale responsabile, insieme alle destre armate, della strage di Piazza Fontana, nel 1976 viene espulso dall'Italia. Lui e Debord rimangono gli unici membri dell'Internazionale Situazionista. Nello stesso anno pubblicano La vera scissione dell'Internazionale, apparso per la prima volta in Francia nel 1972 con il nome Circolare pubblica dell'Internazionale situazionista. Il testo mira a spiegare la crisi finale dell'Internazionale Situazionista e di farne partecipe il movimento rivoluzionario che in quegli anni, dopo il 1968, si manifestava un po' ovunque.
Nel 1979 pubblica un opuscolo dal nome Del terrorismo e dello Stato, spiegando i ruoli dei servizi segreti e delle Brigate Rosse all'interno della strategia della tensione.